# Eileen Davidson
Eileen Davidson (født 15. juni 1959 i Artesia i California), er en amerikansk skuespiller, hovedsagelig kendt fra sæbeoperaer.
Davidson blev for alvor kendt ansigt da hun spillede den ledende rollen som "Ashley Carlton" i The Young and the Restless fra 1982 til 1989. Senere spillede hun i Santa Barbara, før hun blev skrevet ind i legendariske Days of our lives, i Danmark kendt som Horton-sagaen. Her spillede hun rollen som "Kristen Blake" fra 1993 til 1998, og senere også fire andre karakterer som lignet på "Kristen". Efter at have forladt serien gik hun tilbage til The Young and the Restless, men i 2007 blev hun fyret af Lynn Marie Latham. Rollefiguren hun spillede i Y&R blev overført til Glamour (The Bold and the Beautiful). Davidson har vært gift tre gange, og er nu gift med skuespilleren Vince Van Patten.
Hun har medvirket i The Real Housewives of Beverly Hills siden sæson 5.